# یان هورل
یان هورل (آلمانی: Jan Hörl؛ زادهٔ ۱۶ اکتبر ۱۹۹۸) اسکی‌باز پرش اهل اتریش است.